# Els Cerros
El Paraje Natural Municipal Els Cerros, con una superficie de 255,92 ha, se localiza en el término municipal de Llombay en la provincia de Valencia, España.
El valor paisajístico de Els Cerros es especialmente destacable en el ámbito del término municipal de Llombay, dado que constituye un espacio arbolado enclavado en una zona de cultivos y circundado por el río Magro.
Dentro de sus valores naturales destacables se encuentra la Cueva de las Maravillas, que es una de las diez cuevas más importantes de la Comunidad Valenciana, por ser refugio de diversas e interesantes poblaciones de murciélagos. Merece destacar la presencia del murciélago de cueva y del murciélago de herradura mediterráneo, que son la primera y segunda en importancia de la Comunidad Valenciana, con el valor adicional de que de la segunda solamente se conocen once poblaciones más en territorio valenciano. También destacan las poblaciones del murciélago patudo y del murciélago mediano de herradura, especies catalogadas en la Lista roja Española como en peligro de extinción.
La vegetación presenta un buen estado de conservación, ya que se trata de un monte que, por fortuna, ha sido preservado de los incendios forestales en los últimos tiempos, por lo que cuenta con una cubierta de pinar adulto bastante homogénea.
Además de la Cueva de las Maravillas, en el enclave se hallan tres cavidades más de interés; se trata de una sima y dos abrigos que se encuentran en la zona denominada la Tailaya. También es destacable el importante patrimonio arqueológico que alberga y que se centra en los yacimientos descubiertos en la Tailaya y en la Cueva de las Maravillas.
- Fue declarado Paraje Natural Municipal por Acuerdo del Consejo de la Generalidad Valenciana de fecha 22 de abril de 2005. (En este artículo se recoge texto del acuerdo (enlace roto disponible en Internet Archive; véase el historial, la primera versión y la última).).

- Datos: Q5829988